# Agnès Perroux
Agnès Perroux, née en 1964, est une plasticienne et sculptrice française.

## Biographie
Née en 1964,, Agnès Perroux vit et travaille à Grenoble.

## Expositions
- 1996, Couleur et Construction, Musée de Grenoble (collective)[4],[2]
- 2009, Lumière du jour, VOG, Fontaine en Isère[2],[5],[6].